# Halsvivel
Halsvivel (Apoderus coryli) är en skalbaggsart som först beskrevs av Carl von Linné 1758.  Halsvivel ingår i släktet Apoderus, och familjen rullvivlar. Arten är reproducerande i Sverige.

## Bildgalleri

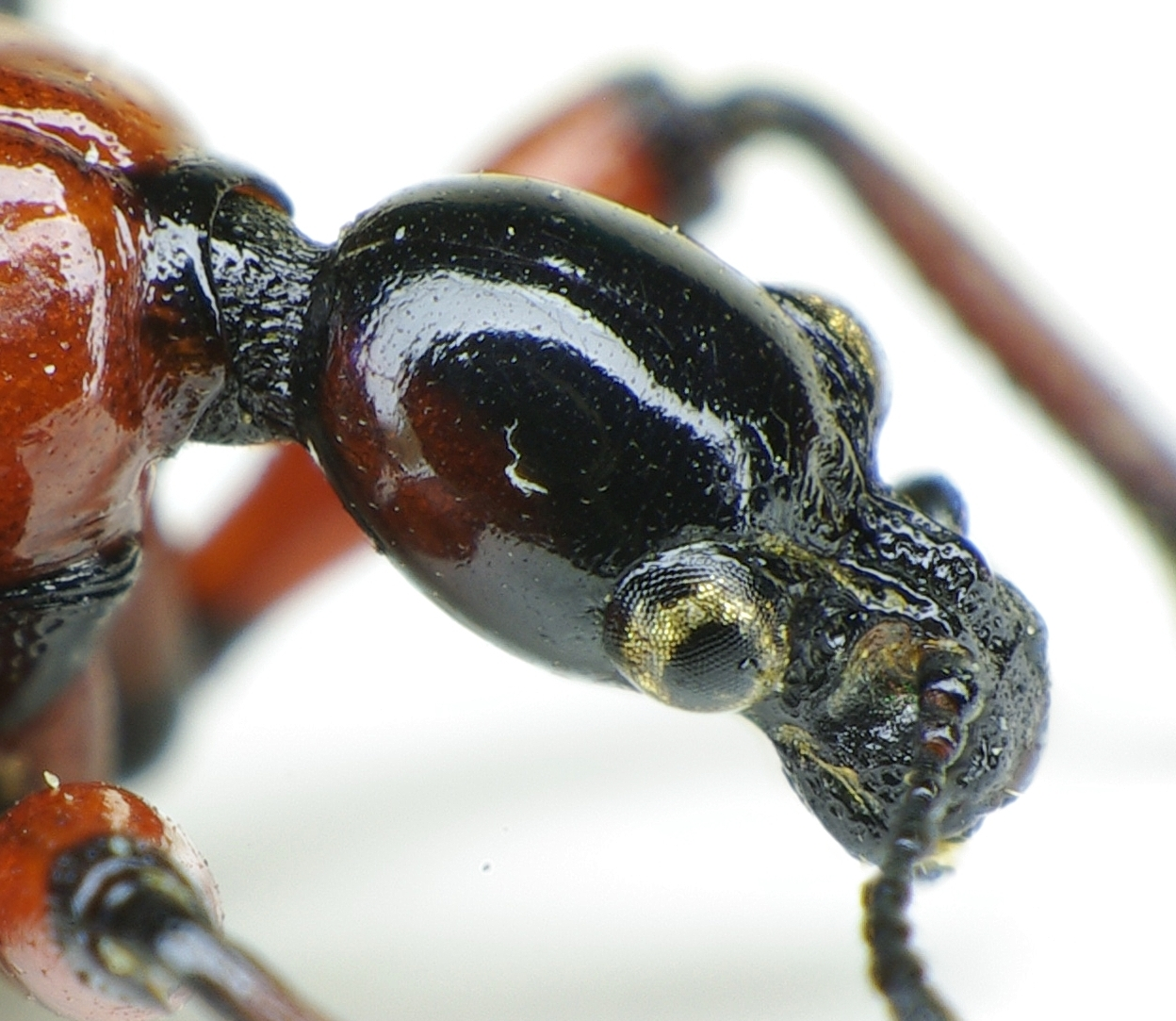
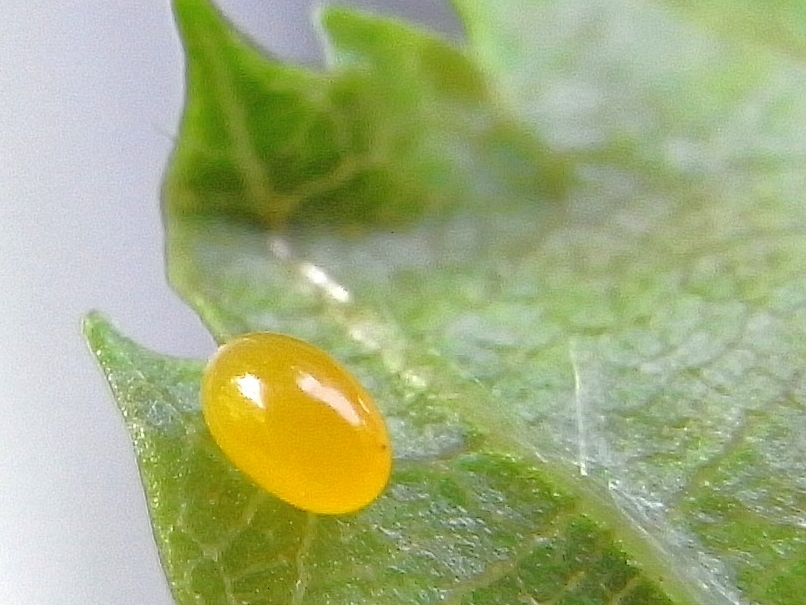
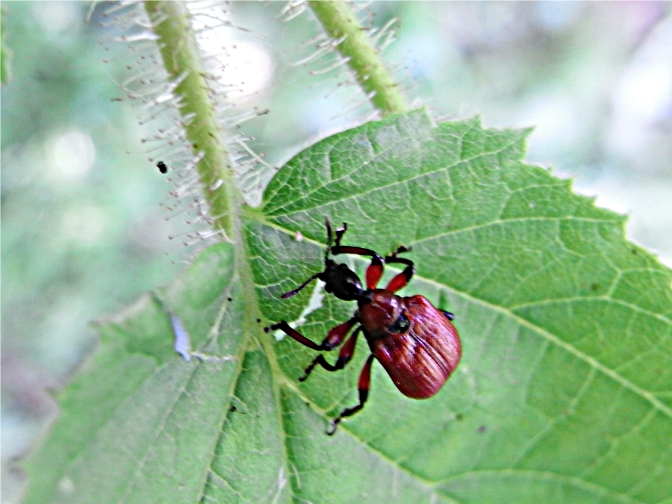
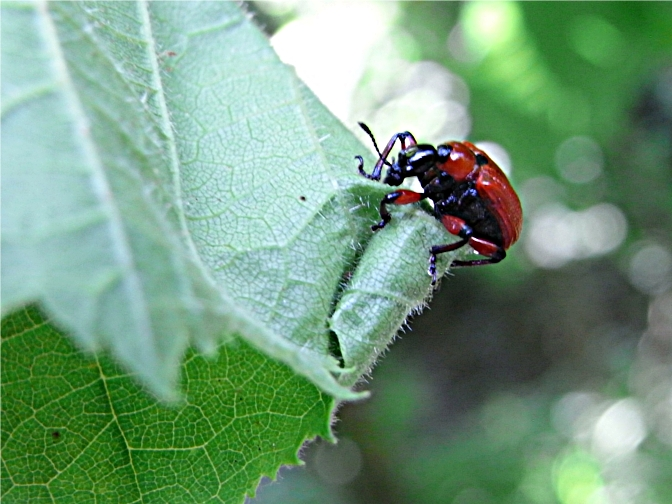
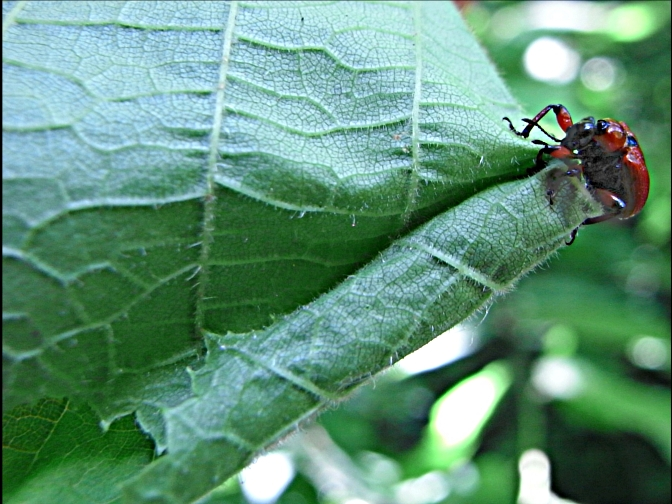
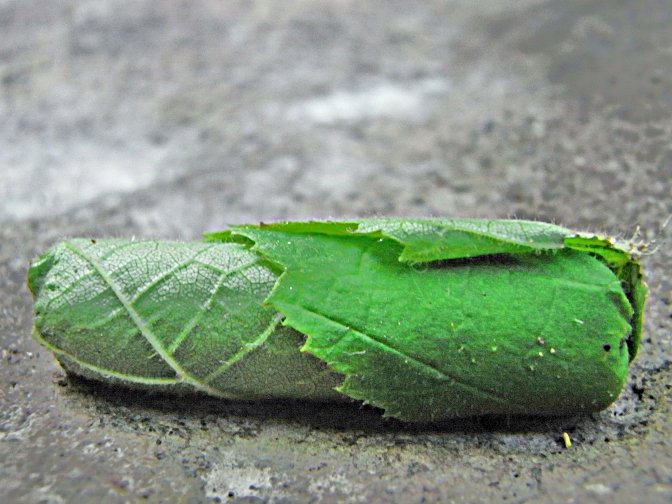